# Epithisanotia sanctaejohannis
Epithisanotia sanctaejohannis là một loài bướm đêm trong họ Noctuidae.